# Canalul Morii
Canalul Morii sau Canalul Morilor din Cluj-Napoca (în maghiară Malomárok) este un canal artificial, o ramură a Someșului Mic care curge aproximativ paralel cu acesta pe o distanță de 7,2 km.

## Încadrare geografică
Se desprinde din Someș la marginea părții vestice a orașului, curge pe toată lungimea străzilor Cardinal Iuliu Hossu și Andrei Șaguna, străpunge cartierele Mărăști și Bulgaria, unde se se reîntâlnește cu râul.

## Istorie
Conform unui document din 1558, consiliul orașului a ordonat săparea unui canal pentru a igienizarea râului Someș în oraș. Prima atestare a barajului de la începutul canalului lângă Mănăștur datează din secolul al XVI-lea. Acesta a fost folosit pentru a controla cantitatea de apă eliberată în Canalul Morii, care era suficientă pentru a face să funcționeze morile de făină de pe malurile Canalului. Un baraj nou, mai înalt, a fost construit la sfârșitul anilor 1970, după care debitul de apă în șanțul morii a fost aproape inexistent. Niciuna dintre morile de pe canal nu mai există în prezent.

## Galerie de imagini

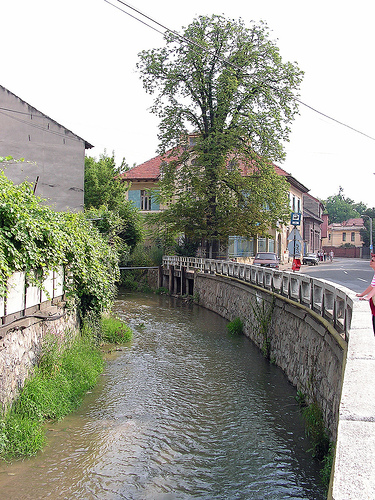
Strada Cardinal Iuliu Hossu
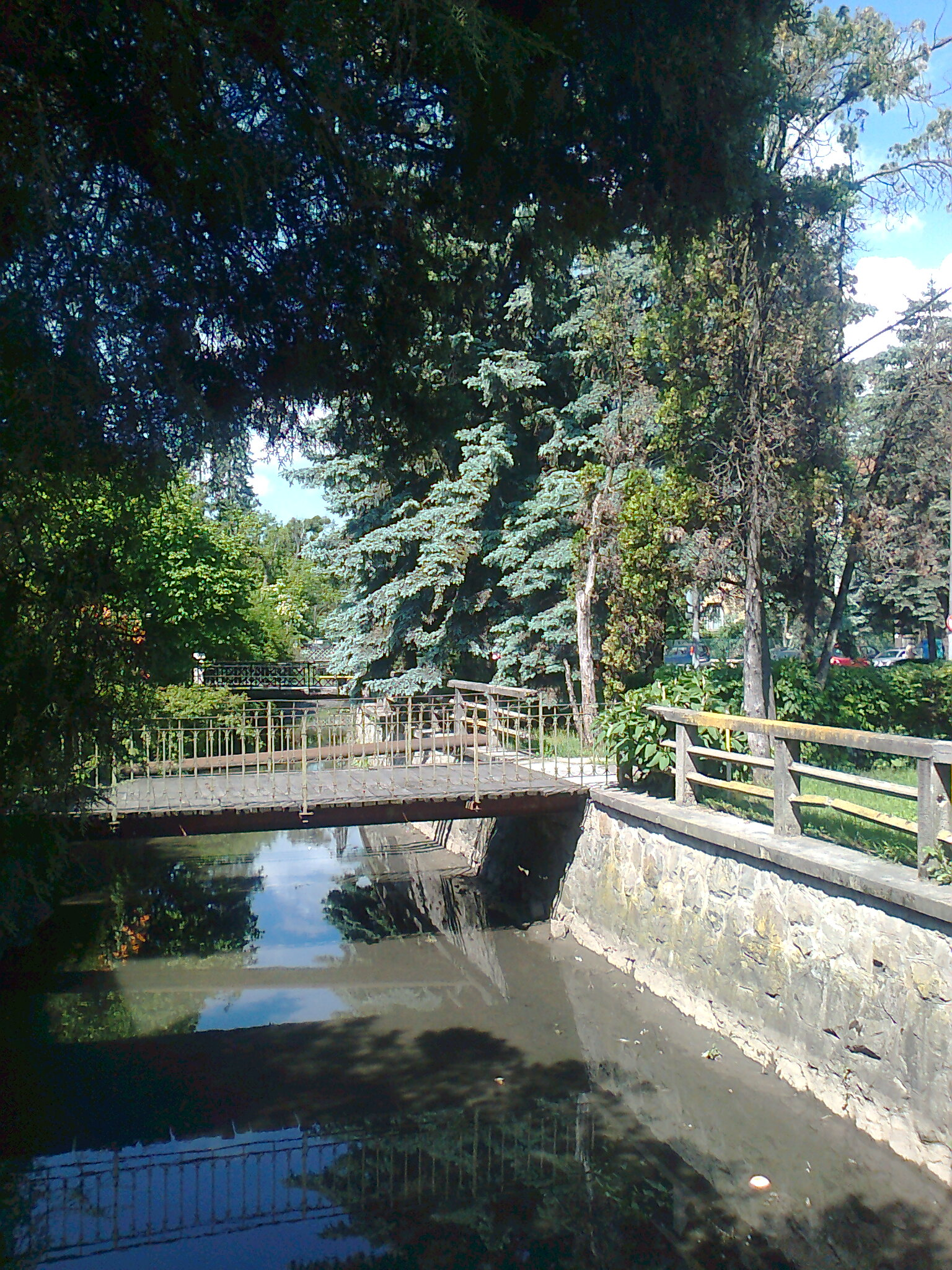
Strada Cardinal Iuliu Hossu
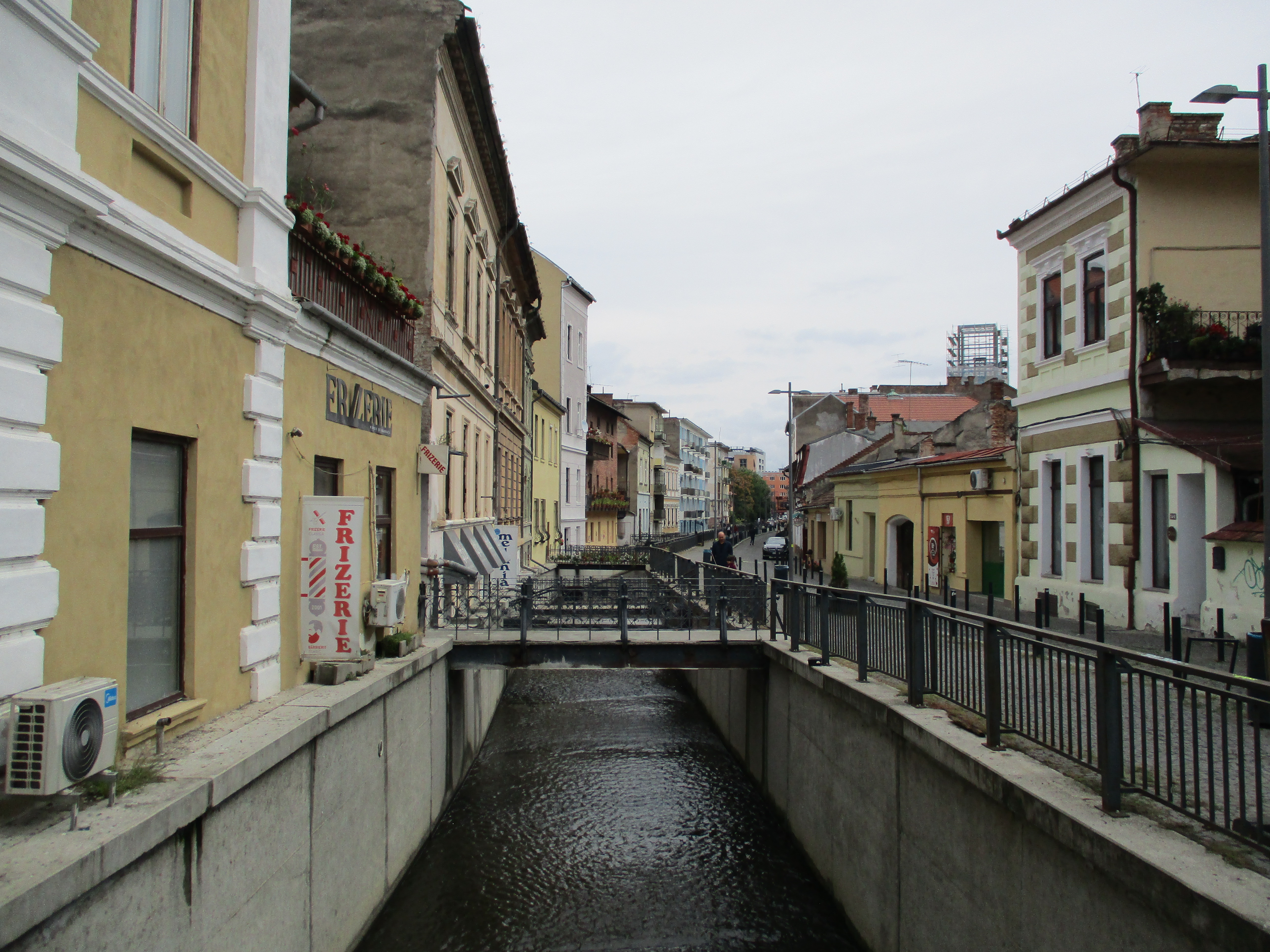
Strada Andrei Șaguna